# San Bernardo (metrostation)
San Bernardo is een metrostation in het stadsdeel Chamberi van de Spaanse hoofdstad Madrid. Het station werd geopend op 21 oktober 1925 en wordt bediend door de lijnen 2 en 4 van de metro van Madrid.